# Carl de Boor (Byzantinist)

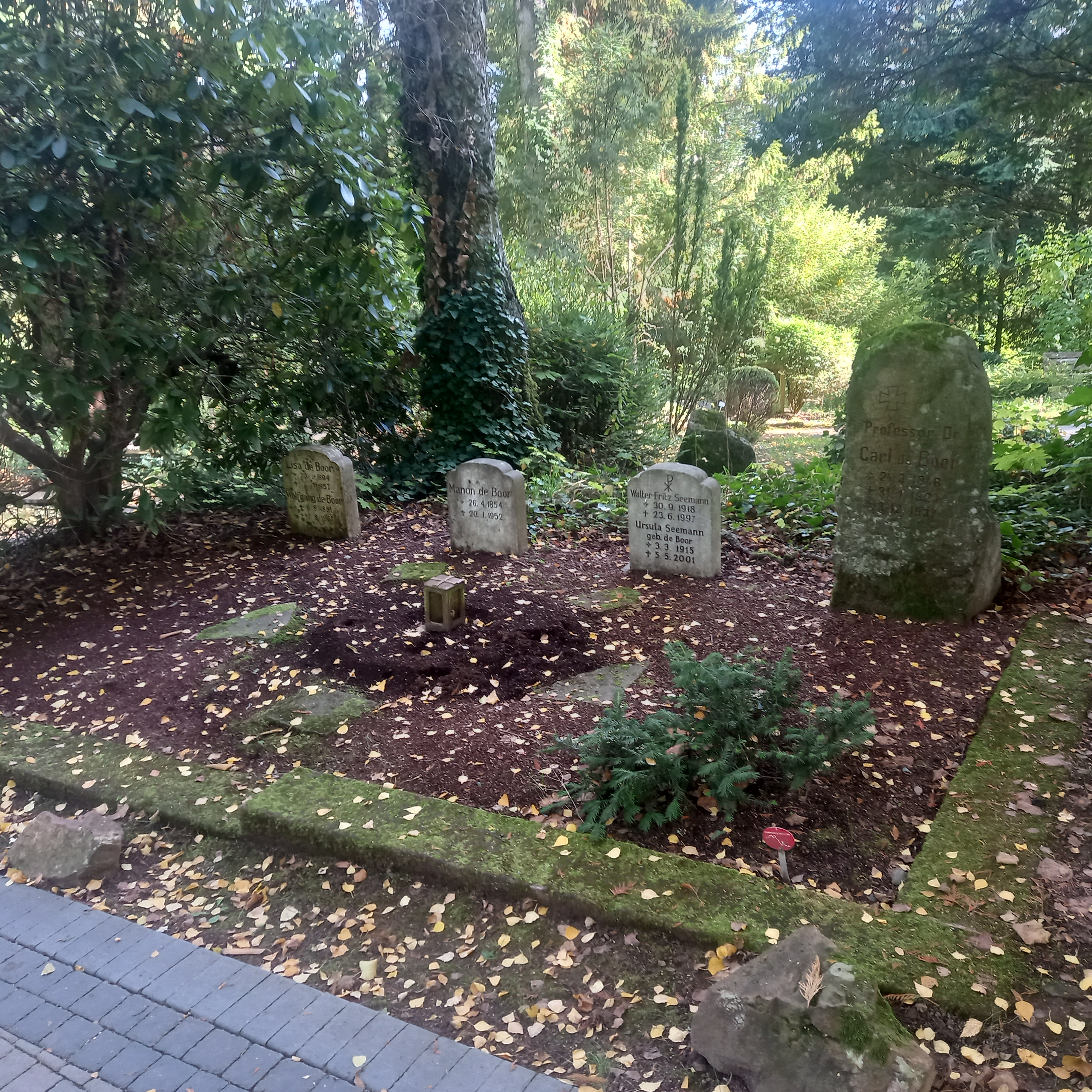
Das Grab von Carl de Boor und seiner Ehefrau Manon geborene Meyer im Familiengrab auf dem Hauptfriedhof Marburg

Carl de Boor (vollständiger Name Carl Gotthard de Boor, * 24. März 1848 in Hamburg; † 31. Januar 1923 in Marburg) war ein deutscher Byzantinist und Bibliothekar.

## Werdegang
Carl de Boor war der Sohn des Hamburger Gymnasiallehrers Carl de Boor (1810–1853) und der Auguste Schwartze (1813–1862). Auguste Schwartze war die Tochter des Hamburger Kämmereischreibers Gerhard Gabriel Schwartze. Nach dem Tod seiner Eltern siedelte er 14-jährig nach Ratzeburg über, wo eine Lehrerfamilie die weitere Erziehung übernahm. 1868 nahm de Boor das Studium der Klassischen Philologie, der Archäologie und Geschichte an der Universität Bonn auf. Am Deutsch-Französischen Krieg 1870/71 nahm er als Freiwilliger teil. Als er in der Schlacht bei Beaune-la-Rolande nach dem Tod aller Offiziere das Kommando übernahm und eine wichtige Stellung einnahm, wurde er hierfür mit dem Eisernen Kreuz ausgezeichnet. Sein Studium setzte er von Herbst 1871 bis Ende 1872 an der Universität Berlin fort, wo er am 15. Januar 1873 zum Dr. phil. promoviert wurde. Während seines Studiums wurde er 1872/73 Mitglied der Akademischen Liedertafel Berlin im Sondershäuser Verband. Im Juni 1879 begann er als Volontär bei der Universitätsbibliothek Berlin und wurde 8 Monate später Assistent an der Königlichen Bibliothek in Berlin. Sein wichtigster Lehrer in dieser Zeit, Theodor Mommsen, weckte bei de Boor das Interesse für byzantinische Handschriften, die de Boor zu vergleichen begann. Mommsen riet de Boor auch zur Habilitation. Studienreisen führten de Boor in dieser Zeit nach England (1874), nach Griechenland (1876), nach Italien (1895 und 1898) sowie nach Spanien (1899), wo er in Klosterbibliotheken arbeitete.
Bereits im Oktober 1880 hatte de Boor Manon Meyer (1851–1952) geheiratet. 1881 und 1883 wurden die Kinder Wolfgang und Manon geboren, die Söhne Helmut de Boor  1891 und Werner de Boor  1899.  Im Mai 1886 wurde de Boor Kustos an der Universitätsbibliothek Bonn, zog jedoch noch im gleichen Jahr nach Breslau, wo er eine Anstellung als Bibliothekar und später als Oberbibliothekar erhielt. 1897 wurde de Boor der Titel eines Professors verliehen.
Nach seiner Pensionierung zog de Boor 1909 nach Marburg, wo er am 31. Januar 1923 verstarb.

## Leistung
Als Schüler Mommsens hatte sich de Boor frühzeitig den Quellen zur byzantinischen Geschichte zugewandt und wichtige Handschriftenstudien betrieben. Seine Editionen sind für das Fach bis heute von Bedeutung. Er widmete sich Fragen der Überlieferungsgeschichte und der Quellenkunde und leistete hier einen wichtigen Beitrag zur Entwicklung der modernen byzantinischen Philologie.

## Veröffentlichungen (Auswahl)
- Nicephori archiepiscopi Constantinopolitani Opuscula historica, Accedit Ignatii diaconi Vita Nicephori. 1880.
- Theophanis Chronographia. 2 Bände, 1883–85.
- Theophylacti Simocattae Historiae. 1887.
- Vita Euthymii. 1888
- Verzeichnis der griechischen Handschriften der Bibliothek zu Berlin. Bd. 2, 1897
- Excerpta de Legationibus I–II = Excerpta Historica iussu Imp. Constantini Porphyrogeniti confecta Bd. 1, 1–2, 1903.
- Excerpta de insidiis = Excerpta Historica iussu Imp. Constantini Porphyrogeniti confecta Bd. 1, 3, 1905.
- Georgii Monachi Chronicon I-II. 1904.